# 三田市立藍中学校
三田市立藍中学校（さんだしりつ あいちゅうがっこう）は、兵庫県三田市大川瀬にある公立中学校。校木「つつじ」、校花「こぶし」　

## 教育目標
自主性、創造性に富み、感性豊かで人間尊重の精神を身につけた健康な生徒の育成
1. 自己を律し、行動に責任を持つ生徒（自主自立）
2. 未来を切り拓く、創造的意欲を持つ生徒（創造力）
3. 相手の立場を考えながら、互いに高め合う生徒（公平・公正）
4. やさしい心、思いやりのある生徒（友愛）
5. すべての行動でがんばれる生徒（耐性・実践力）

## 部活動
- 野球部
- サッカー部
- 女子バレーボール部
- バスケットボール部
- ソフトテニス部
- 吹奏楽部

## 進学先
公立では兵庫県立北摂三田高等学校、兵庫県立三田祥雲館高等学校、兵庫県立三田西陵高等学校、兵庫県立有馬高等学校などが主である。

## 生徒会
当校の生徒会組織は議決機関である生徒総会、執行機関である執行部会・専門部会が設置されている。

## 主な出身者
- 垣田恵利（柔道選手）
- 垣田恭兵（柔道選手）
- 井上愛美（柔道選手）
- 太田晴奈（柔道選手）
- 千代栄栄太（大相撲力士）

## 通学区域が隣接している学校
- 三田市立長坂中学校
- 丹波篠山市立丹南中学校・丹波篠山市立今田中学校から選択可能な区域
- 丹波篠山市立今田中学校
- 加東市立社学園小中学校
- 加東市立東条学園小中学校
- 三木市立吉川中学校

この他、北摂三田テクノパークを挟んで、以下の学校の校区も近い。
- 三田市立ゆりのき台中学校